# Ewan Stewart
Ewan Stewart, född 26 augusti 1957 i Glasgow, Skottland, är en skotsk skådespelare. Han är son till sångaren och underhållaren Andy Stewart. Stewart har medverkat i över 80 filmer och TV-produktioner.

## Filmografi, urval
- 1979 – På västfronten intet nytt
- 1989 – Kocken, tjuven, hans fru och hennes älskare
- 1995 – Rob Roy
- 1997 – Titanic
- 2001 – Konspirationen
- 2003 – Young Adam
- 2009 – Valhalla Rising